# Atia de sacerdotiis
Atia de sacerdotiis o sacerdotibus, va ser una llei de l'antiga Roma, datada l'any 63 aC proposada pel tribú de la plebs Tit Ati Labiè en el consolat de Luci Juli Cèsar i Gai Marc Fígul, que abolia la  Lex Cornelia de sacerdotiis del temps de Sul·la, segons diu Dió Cassi, i va restablir la Lex Domitia de sacerdotiis.
Establia que els col·legis sacerdotals proposessin dues persones per cada vacant al sacerdoci, i una d'elles seria elegida pel poble.